# Nana Moraes
Nana Moraes (1963) é uma fotógrafa brasileira.
É formada em Jornalismo pela PUC de São Paulo. Começou a carreira como assistente de seu pai, o fotográfo José Antonio Moraes.
Atualmente colabora para principais publicações editoriais do mercado brasileiro. Tem mais de 600 capas publicadas e fez fotos para capas de CDs, publicidade e matérias de revistas (moda, beleza e culinária, entre outras).
Fez exposições individuais e coletivas e recebeu seis prêmios Abril de fotografia. Em 2007 recebeu o prêmio Destaque Profissional da Fotografia pela Associação Brasileira de Propaganda.

## Exposições individuais
- 1997 - Mulher, Tinta e Fotografia
- 1998 - Tributo a Lucio Costa

## Exposições coletivas
- 1988 - Exposição Itinerante do Centro de Fotografia da América Latina
- 1993 - Dia dos Namorados – Barra Shopping
- 1995 - Talentos do Rio – Barra Shopping
- 1998 - Passarela Carioca – Rio Sul
- 1998 - 36 Anos Sem Marilyn Monroe – Shopping da Gávea, São Paulo e Brasília
- 1990 - Mulher / Fabricatto – Bookmaker
- 1991 - Mulher / Fabricatto – Rio de Janeiro e São Paulo
- 2000 - Brasil Terra e Gente – 500 anos do descobrimento – Sandro’s Gallery Harare, Zimbabwe
- 2005 - Brasil Terra e Gente – Centro Cultural e de Cooperação Francês Nairobi, Quênia
- 2005 - 25 anos Rio Sul

## Livros
- Andorinhas (2011)[2][4] ISBN 9788581280011